# ニッキー・ジャム
ニック・リベラ・カミネロ  (Nick Rivera Caminero、1981年4月17日 - )、芸名 :ニッキー・ジャム（Nicky Jam）は、アメリカ合衆国の歌手。『Travesuras』『Te Busco (with Cosculluela)』『El Perdón』『Hasta el Amanecer』『El Amante』などのヒット曲で知られている。
マサチューセッツ州ローレンスでドミニカ人の母とプエルトリコ人の父のもとに生まれる。ニッキーが10歳の時に、プエルトリコに引っ越した。ホームレスが冗談でつけたニッキー・ジャムを使いレゲトン歌手として活動している。ニッキー・ジャムは雑貨店で不法に働きながら音楽活動を始め、14歳の時に音楽プロデューサーに見いだされる。一枚目のアルバムはヒットしなかったものの、DJジョー、DJプレイロやDJチキンなどから注目を浴びる。一枚目のアルバムの後、ダディー・ヤンキーと出会い、彼と非公式デュオを結成する。 『Sabanas Blancas』『Guayando』『Sentirte』などのヒット曲をリリースするも、双方の個人的問題によりパートナー関係は2004年に終わりを迎える。2人は2012年に数年ぶりに曲をレコーディングした。
2000年代後半にコロンビアに移り、キャリアをやりなおす。
『Voy A Beber』『Tu Primera Vez』『Piensas en Mi』『Curiosidad』『Juegos Prohibidos』などが有名。
2015年に Latin Grammy Award for Best Urban Performanceを受賞した。